# San Francisco de Macorís
San Francisco de Macorís è un comune della Repubblica Dominicana di 158.718 abitanti, situato nella Provincia di Duarte, di cui è capoluogo. Comprende, oltre al capoluogo, quattro distretti municipali: LaPeña, Cenoví, Jaya e Don Antonio Guzmán Fdez.
Ha avuto un ruolo particolarmente rilevante nella storia dominicana, in quanto è conosciuta come una delle città più politicamente attive della Repubblica.

## Storia
La città, fondata ufficialmente nel 1777 e diventata capitale della provincia nel 1936, è posizionata nella parte nord-est dell'isola nella regione di Cibao, a latitudine 19°18'N e longitudine 70°15'W. Copre un'area di 731.33 km² e nell'anno 2000 contava una popolazione di 198.068 abitanti.
Il nome San Francisco de Macorís deriva dalla fusione del nome dell'organizzazione religiosa che arrivò nel territorio durante la colonizzazione, la orden Franciscana e il nome della popolazione indigena che abitava la zona, i Macorix.
La città ha dato i natali al diplomatico, pilota automobilistico, giocatore di polo e playboy Porfirio Rubirosa.